# Соловіївська сільська рада
Соловіївська сільська рада — колишня адміністративно-територіальна одиниця та орган місцевого самоврядування у Брусилівському і Коростишівському районах Білоцерківської і Київської округ, Київської й Житомирської областей Української РСР та України з адміністративним центром у с. Соловіївка.

## Населені пункти
Сільській раді були підпорядковані населені пункти:
- с. Соловіївка

## Населення
Відповідно до перепису населення СРСР, станом на 17 грудня 1926 року, чисельність населення ради становила 4 071 особу, з них, за статтю: чоловіків — 2 249, жінок — 2 452, етнічний склад: українців — 4 698, поляків — 3. Кількість господарств — 1 081.
Відповідно до результатів перепису населення СРСР, кількість населення ради станом на 12 січня 1989 року становила 1 145 осіб.
Станом на 5 грудня 2001 року, відповідно до перепису населення України, кількість мешканців сільської ради становила 892 особи.

## Склад ради
Рада складалася з 12 депутатів та голови.

### Керівний склад сільської ради
| ПІБ                     | Основні відомості                                                                            | Дата обрання | Дата звільнення |
| ----------------------- | -------------------------------------------------------------------------------------------- | ------------ | --------------- |
| Нарадка Юрій Антонович  | Сільський голова, 1953 року народження, освіта                                               | 26.03.2006   | 31.10.2010      |
| Козар Михайло Дмитрович | Сільський голова, 1968 року народження, освіта середня загальна, член Народного Руху України | 31.10.2010   |                 |

Примітка: таблиця складена за даними джерела

## Історія
Створена у 1923 році в складі с. Соловіївка та хуторів Машерино (Машерине) і Теснівка Водотиївської волості Радомисльського повіту Київської губернії. Станом на 17 грудня 1926 року в підпорядкуванні ради значився х. Едвардівка. 14 листопада 1935 року, відповідно до постанови Президії ЦВК Української СРР «Про часткові зміни районних меж Київської області», х. Машерине передано до складу Королівської сільської ради Корнинського району Київської області.
Станом на 1 вересня 1946 року сільська рада входила до складу Брусилівського району Житомирської області, на обліку в раді перебували села Соловіївка і Теснівка (згодом — Малинівка.
11 серпня 1954 року, відповідно до указу Президії Верховної ради Української РСР «Про укрупнення сільських рад по Житомирській області», підпорядковано села Краківщина та Морозівка ліквідованої Морозівської сільської ради Брусилівського району. 5 березня 1959 року, відповідно до рішення Житомирського облвиконкому № 161 «Про ліквідацію та зміну адміністративно-територіального поділу окремих сільських рад області», с. Краківщина передане до складу Хомутецької сільськоїради Брусилівського району.
На 1 січня 1972 року сільська рада входила до складу Коростишівського району Житомирської області, на обліку в раді перебували села Малинівка, Морозівка та Соловіївка.
28 жовтня 1992 року, відповідно до рішення Житомирської обласної ради, села Малинівка та Морозівка підпорядковані відновленій Морозівській сільській раді Брусилівського району.
Ліквідована 28 грудня 2016 року через об'єднання до складу Брусилівської селищної територіальної громади Брусилівського району Житомирської області.
Входила до складу Брусилівського (7.03.1923 р., 4.05.1990 р.) та Коростишівського (30.12.1962 р.) районів.